# Дейли (тауншип, Миннесота)
Дейли (англ. Dailey) — тауншип в округе Мил-Лакс, Миннесота, США. На 2000 год его население составило 246 человек.

## География
По данным Бюро переписи населения США площадь тауншипа составляет 80,3 км², из которых 80,3 км² занимает суша, водоёмов нет.

## Демография
По данным переписи населения 2000 года здесь находились 246 человек, 89 домохозяйств и 70 семей. Плотность населения — 3,1 чел./км². На территории тауншипа расположено 127 построек со средней плотностью 1,6 построек на один квадратный километр. Расовый состав населения: 99,59 % белых и 0,41 % афроамериканцев. Испанцы или латиноамериканцы любой расы составляли 2,85 % от популяции тауншипа.
Из 89 домохозяйств в 37,1 % воспитывались дети до 18 лет, в 65,2 % проживали супружеские пары, в 10,1 % проживали незамужние женщины и в 21,3 % домохозяйств проживали несемейные люди. 14,6 % домохозяйств состояли из одного человека, при том 3,4 % из — одиноких пожилых людей старше 65 лет. Средний размер домохозяйства — 2,76, а семьи — 3,06 человека.
28,5 % населения — младше 18 лет, 5,7 % — в возрасте от 18 до 24 лет, 29,3 % — от 25 до 44, 25,2 % — от 45 до 64, и 11,4 % — старше 65 лет. Средний возраст — 37 лет. На каждые 100 женщин приходилось 101,6 мужчин. На каждые 100 женщин старше 18 приходилось 102,3 мужчин.
Средний годовой доход домохозяйства составлял 35 893 доллара, а средний годовой доход семьи — 36 786 долларов. Средний доход мужчин — 32 250 долларов, в то время как у женщин — 20 208. Доход на душу населения составил 14 130 долларов. За чертой бедности находились 6,9 % семей и 10,2 % всего населения тауншипа, из которых 11,1 % младше 18 и 7,4 % старше 65 лет.